# Ragnar Lindström (född 1905)
Ragnar Lindström, född 8 februari 1905 i Haga församling i Göteborg, död 7 februari 1983 i Lidingö församling, var en svensk målare.
Han var son till handlaren Frans Otto Lindström och hans maka samt från 1939 gift med Ingrid Maria Larsson. Lindström var huvudsakligen autodidakt som konstnär och genomförde ett antal studieresor till södra Europa samt Berlin och Paris. Tillsammans med Edvin Ollers ställde han ut i Södertälje 1952 och tillsammans med Ollers och Uno Wallman ställde han ut i Norrköpings och Örebro. Han medverkade i samlingsutställningar med Sveriges allmänna konstförening på Liljevalchs konsthall. Hans konst består av stilleben och landskapsskildringar utförda i olja, pastell eller akvarell. 